# Ingebrikt Størkersson
Ingebrikt Størkersson, död 1680, även känd som “Tater-Ingebrikt”, var en norsk tiggare.
Størkersson avrättades för häxeri. Han tillhörde dem som föll offer för Norges sista stora häxförföljelser åren 1679–1683, häxprocessen i Sunnmøre, och var i egenskap av man ett otypiskt offer för dem. 
Ingebrikt Størkersson beskrivs som en tiggare som ofta var i sällskap med så kallade tattare (därav hans tillnamn), från vilka han uppgav sig ha lärt trolldom. Han var känd för att hota de personer han bad om allmosor med förbannelser om de vägrade ge. Under de häxförföljelser som pågick 1679–1682 ledde detta till att han åtalades för häxeri. Han dömdes som skyldig till att avrättas genom att brännas på bål. 